# 原朋信
原 朋信（はら とものぶ、1968年4月2日 - ）は、日本のミュージシャンである。
自身一人で『シュガーフィールズ』名義での音楽活動を行っている。
また、音楽プロデューサー、レコーディング・エンジニア、マスタリング・エンジニアとしても活躍。
インディーズレーベル『カフェ・オ・レーベル』の代表取締役。

## 略歴
- 1987年、新潟県立長岡高等学校卒業
- 1992年、大阪芸術大学卒業。佐藤宏と原の二人ユニット、シュガーフィールズとして関西で活動開始。佐藤（シュガー）と原（フィールズ）で「シュガーフィールズ」と命名。
- 1995年、佐藤が脱退し、一人ユニット「シュガーフィールズ」 として活動を本格始動。自主レーベル「カフェ・オ・レーベル」を設立し、TASCAMのカセット8トラックレコーダーで録音した、自宅録音カセットシリーズを販売。
- 山本精一率いる難波ベアーズで、「オルタナ以降のシンガーソングライター」として、パラダイス・ガラージと共に「うたモノ」と呼ばれた。これが現在の「うたモノ」という言葉の始まりとなる。
- 1996年、ビシャモンレコーズより「シュガーフィールズ　セレクションI」をリリース。
- 1997年、カセットシリーズが好評になりポニーキャニオンよりメジャーデビュー。東京に拠点を移し一軒家をレコーディングスタジオに改造。カフェ・オ・レーベルを本格始動。以降、カフェ・オ・レーベルから自身のアルバムをリリースしながら、スネオヘアー、くるり、チョコレートパフェ、マーガレットズロース、イッパイアッテナなど多くの新人を発掘・プロデュース。
- 2002年、劇団ヨーロッパ企画とのコラボ企画「Europe Fields Forever」公演。
- 2003年、京都大学吉田寮にて自主企画イベント「石庭」開催。
- 2006年頃より、原が考案した自社ブランドのレコーディング機材を設計、および販売。
- 2008年、同郷の難波章浩（Hi-STANDARD）と意気投合し、フジテレビ系列の新潟総合テレビで、音楽番組を制作し出演。
- レコーディング・エンジニア、マスタリング・エンジニアとしても、多くのアーティストの作品を手掛けている。

## ディスコグラフィー
カセット宅録シリーズ (1995年4月～10月) 
- 部屋より
- 瞑想用
- 欲のない人
- 21世紀への誘惑
- マッタクリキマズ
- カラッポップス
- スーパーZ

BISHAMON
- シュガーフィールズ　セレクションI (1996/1/26)

ポニーキャニオン
- メロディアスワールド (1997/2/21)
- 夢の大掃除 (1997/10/17)
- スウィートハート (1998/10/21)

カフェ・オ・レーベル
- シュガーヴィールス1 (1998/6/6)
- シュガーヴィールス2(1998/7/7未発売*iTunes限定)
- シュガーヴィールス3 (1998/8/8)
- パジャマdeおじゃま (2000/7/19)
- Lemon Water (2003/7/7)
- rainbow (2003/11/23)
- 孤独からの出発 (2004/11/17)
- After Beat Covers (2005/7/7)
- THE END OF SUGAR FIELDS (2007/10/17)

## 音楽性
日本のポップなメロディーラインと、ダンスグルーヴを融合させた独特なサウンド。
作詞・作曲・演奏・レコーディング・ミキシング・マスタリングまで原朋信がほぼ一人でこなす。
ライブのバンド形態ではJAMセッション形式で演奏することが多い。

## サポートメンバー
- 佐藤宏-ドラム
- 坂田学-ドラム
- HARCO-ドラム
- スネオヘアー-ベース
- 岸田繁(くるり)-ギター
- 佐藤征史(くるり)-ベース
- 森信行(元くるり)-ドラム
- プラモミリオンセラーズ-ギター
- 白石祐二-ベース
- 三好基文-ベース
- 小松タケシ-ドラム
- 山神智子-ドラム
- 鈴木学-ベース
- カジ-ベース

## アルバム参加ミュージシャン
- スネオヘアー
- J-Club BOYS
- 下岡晃(アナログフィッシュ)
- 岸田繁(くるり)

## その他
- 2002年、劇団ヨーロッパ企画とのコラボ企画、「Europe Fields Forever」を公演。
- 2008年、同郷の難波章浩（Hi-STANDARD）と、フジテレビ系新潟総合テレビで音楽番組を制作。
- 2008年　映画「モノクロームの少女」音楽監督。